# Going Overboard
Going Overboard es una película estadounidense de 1989 dirigida por Valerie Breiman y protagonizada por Adam Sandler (en su debut en el cine), Burt Young, Allen Covert, Billy Zane, Terry Moore, Milton Berle y Billy Bob Thornton. Originalmente fue estrenada en 1989, pero cuando Sandler obtuvo reconocimiento tras aparecer en Saturday Night Live y en las películas Billy Madison y Happy Gilmore, se le dio una difusión mayor por Vidmark Entertainment en 1996.

## Sinopsis
Shecky Moskowitz (Sandler) es un comediante que trabaja en un crucero. Tiene la oportunidad de ser el comediante del barco cuando se piensa que el comediante habitual, Dickie Diamond (LaRose), se cayó por la borda y se ahogó. Shecky está nervioso por la actuación, pero King Neptune (Zane) lo convence de que aproveche la oportunidad contándole sobre el poder de la risa. La primera actuación de Shecky no tiene éxito ya que es abucheado fuera del escenario, especialmente por el obrero de la construcción Dave (Thornton). Sin embargo, después de una conferencia de Milton Berle, Shecky consigue hacer reír al público. En ese momento, unos terroristas suben a bordo y quieren matar a Miss Australia. Shecky, recordando el consejo sobre el poder de la risa, la salva prometiendo poner a los asesinos en una película.

## Reparto
- Adam Sandler es Shecky Moskowitz.
- Burt Young es el general Noriega.
- Tom Hodges es Bob.
- Scott LaRose es Dickie Diamond.
- Allen Covert es el bartender.
- Billy Zane es King Neptune.
- Terry Moore es la mesera.
- Milton Berle es él mismo.
- Billy Bob Thornton es Dave.
- Dan Povenmire es Yellow Teeth.
- Pete Berg es Mort Ginsberg.